# 岩田陽葵
岩田 陽葵（いわた はるき、1995年4月3日 - ）は、日本の声優、女優、歌手。東京都出身。fennec所属。慶應義塾大学卒業。声優ユニット『𝒉𝒂𝒓𝕞𝕠𝕖』のメンバー。
叔父（父の弟）は声優の岩田光央、叔母（岩田光央の妹）は同じく声優のAKIKO。義理の元叔母（岩田光央の元妻）は同じく声優の愛河里花子。

## 人物
- 名前の由来について、「太陽のように明るく、葵のお花のように、真っ直ぐのびのびと育って欲しい」という両親の想いが込められている。小さい頃は、「男の子に間違われる名前」であったことから、陽葵という名前が嫌いだったという。今は、人に覚えて貰いやすい名前であるし、とても好きであるとのこと[4]。
- ニックネームだが、少女☆歌劇レヴュースタァライトで共演している九九組のメンバーからは「はるちゃん」、「はちゃん」、「はるき」と呼ばれている。また、中学生くらいの頃は「いわお」、「がんちゃん」などと呼ばれることが多かったとのこと。また、具体的なエピソードはここでは割愛するが、あだ名にはあまり良い想い出がないとも語っている[5]。
- 3姉妹の長女であり、次女からは「お姉ちゃん」、三女からは「はる」と呼ばれている。周囲からは「長女なの!?」、「お兄ちゃんがいるのかと思った」と驚かれることが多いという[6]。
- また、「ラテ」という名前のチワックス（チワワとミニチュアダックスフンドのミックス犬）とも同居している[7]。女の子。2009年10月12日生まれ[8]。岩田陽葵と一緒に寝ていた筈の「ラテ（9歳）」が、キッチンのゴミ箱を漁って、翌朝気付いた時には一面をゴミで散らかされていたなどという悪戯エピソードや、話しかけると首を傾げる癖があるというエピソードも存在する[9]。
- じゃがいもが好きで、その中でも特に、北海道を主産地とする「インカのめざめ」を愛する[10]。じゃがいものことがどれほど好きかと言うと、「死ぬときはじゃがいもに囲まれて死にたい」と思うほどだと言う[11]。
- ミネラルウォーターを積極的に摂取しており、youtubeなどの生放送番組においても2本以上のペットボトルが用意されることもしばしば。周囲やファンからは「お水の女神」といったような愛称で親しまれることも。2019年9月9日配信の「岩田陽葵のはる日和」では、収録時に、計2.5リットルの水をその日のうちに消費していたほど[12]。
- お水の次に好きな飲み物は、温かい緑茶。家族との食後の団欒タイムに、急須を用いて淹れて飲むことが多い[13]。
- 趣味のひとつとして野球観戦を挙げており[14]、埼玉西武ライオンズのファンである[15]。自身がパーソナリティを務める「岩田陽葵のはる日和」においても、「ライオンズLOVE」という企画のもと、ライオンズに関する情報や球団愛を視聴者に発信している。
- ハロー!プロジェクトが好きで、少女☆歌劇レヴュースタァライトで共演している伊藤彩沙とは一緒にライブ映像を観たりと親交を深めており、自身がパーソナリティを務める「岩田陽葵のはる日和」でも、伊藤彩沙がパーソナリティを務める「伊藤彩沙のこんあやさナイト。」とのコラボ番組、「はるナイトフェス!伊藤・岩田のハロプロトークSP」を全8回にわたって配信し、ハロプロ愛や魅力を語っている[16]。また伊藤彩沙は、youtubeチャンネル・声優三姉妹【チームY】の動画「彼女にしたい女性声優さんについて」という議題において、岩田陽葵の名を挙げている。二人が共演した番組が終了したのち、岩田陽葵が一人で残って片付けをしようとしている所を見て、「あ……好きだ」と感じたという[17]。
- 小学1年生のときから約10年間バトンを習っていた[18]。この時の経験、先生からの教えが、現在パフォーマンスするにあたって意識している「笑顔を崩さない」ことに繋がっている[19]。
- 中学1年生のときから養成所に通っており、オーディションにおける歌の審査ではシンガーソングライターaikoが好きなことから、「キラキラ」を必ず歌っていたという。よくカラオケで歌う楽曲は、「えりあし」、「4月の雨」、「KissHug」、「気付かれないように」。バラード系で切ない曲が好きとのこと[20]。2021年11月3日、小泉萌香との共同ユニットが提供したファンクラブイベントにおいては、「カブトムシ[21]」と「キラキラ[22]」をカバーした。
- ヘアスタイルについて、中学生時代にショートヘアに憧れていた時期があったが、切りすぎてしまいあだ名が「モンチッチ」になった。卒業アルバムの撮影前だったという時機の悪さも相まって、これを機にショートにするのはやめようと決意した。しかしその後、大学1年生時にボブにした時期があったが、その時のマネージャーに「女優を目指すならショートよりもロングの方が、オーディションの時にイメージが付きやすいからいいよ」とアドバイスを受け、それ以降ロングヘアを維持している[23]。
- 高校時代の想い出は、クラスごとに作った文化祭のミュージカル[24]。
- 2014年に公開された映画「あの日、ぼくらの大脱走」の主題歌「ひまわり」にて作詞を行なっている[25]。
- 大学時代は進路に悩んだ時期があり、女優になりたかったがオーディションを受けても受からないことが多く、真剣に就職活動を考えていたことがあった。その頃に少女☆歌劇レヴュースタァライトのオーディションと出逢い、全てを賭ける気持ちで臨んだ。その後、無事に露崎まひる役として合格し活動していたが、大学4年生の卒業論文の締め切り時期と「少女☆歌劇 レヴュースタァライト -The LIVE- #1 revival」の公演時期が重なってしまい、卒業を賭けて非常な苦労があったという[26]。
- ちさこ、おなつのいい人では終わらさへんで!の第8回にゲスト出演した際は、番組内の企画でセンブリ茶を飲むシーンが見られたが、本人は「美味しい」という感想を残し、パーソナリティの二人や視聴者を大いに驚かせた[27]。
- 2020年12月、小泉萌香とともに『𝒉𝒂𝒓𝕞𝕠𝕖』としてポニーキャニオンからデビューすることが発表され[28]、3月10日に1stシングル「きまぐれチクタック」がリリースされた[29]。余談だが、小泉萌香には「はちゃん」という愛称で呼ばれている。
- 『Animelo Summer Live 2020 -COLORS-』においては、「少女☆歌劇レヴュースタァライト（スタァライト九九組）」、「D4DJ（Photon Maiden）」、「アサルトリリィ（一柳隊）」として開催3日間の全ての日程に参加予定だったが、新型コロナウイルス関連における事情から開催延期となっていた[30]。そして延期後の『Animelo Summer Live 2021 -COLORS-』において、全日程に出演することが叶った。これはアニサマ開催史上3人目の快挙である[31]。また、BS11の番組『アニメロサマーライブ2021 powered by Anison Days』に副音声出演した際には、岩田が好きで憧れている鈴木愛理と共演した[32]。
- 2023年1月9日、ミライプロダクションを退所し、fennecへ移籍[33]。

## 出演

### テレビアニメ
2018年
- 少女☆歌劇 レヴュースタァライト（露崎まひる）

2020年
- りばあす（桜木雪、日直）
- アサルトリリィ BOUQUET（吉村・Thi・梅）

2021年
- D4DJ（2021年 - 2023年、花巻乙和） - 2シリーズ
- ぷっちみく♪ D4DJ Petit Mix（花巻乙和）

2023年
- EDENS ZERO（アルナ）
- ポーション頼みで生き延びます!（ベル）

2024年
- 異世界でもふもふなでなでするためにがんばってます。（カーナ）
- カードファイト!! ヴァンガード Divinez（2024年 - 2025年、西塔ミコト） - 3シリーズ

2025年
- Turkey!（一ノ瀬さゆり）

### 劇場アニメ
- 少女☆歌劇 レヴュースタァライトシリーズ（2020年 - 2021年、露崎まひる[44]） - 2作品[一覧 3]
- アイゼンフリューゲル（公開日未定、ナレーション）[45]

### Webアニメ
- 少女☆寸劇 オールスタァライト（2019年、露崎まひる[46]）
- アサルトリリィ ふるーつ（2021年、吉村・Thi・梅[47]）

### ゲーム
- 少女☆歌劇 レヴュースタァライト -Re LIVE-（2018年 - 2024年、露崎まひる[48]）
- 刀使ノ巫女 刻みし一閃の燈火（2019年、露崎まひる）
- D4DJ Groovy Mix（2020年 - 2025年、花巻乙和[49]）
- アサルトリリィ Last Bullet（2021年、吉村・Thi・梅[50]）
- 泡沫のユークロニア（2024年、すず音[51]）
- 少女☆歌劇 レヴュースタァライト 舞台奏像劇 遙かなるエルドラド（2024年、露崎まひる[52]）
- 泡沫のユークロニア -trail-（2025年、すず音[53]）

### ラジオ
- ニッポン放送オールナイトニッポン
- おーるないとれ〜べ〜
- 岩田陽葵のはる日和[54]（AuDee）
  - 第1期（2019年2月4日 - 2月25日）
  - 第2期（2019年4月15日 - 5月6日）
  - 第3期（2019年8月26日 - 9月16日）
  - 第4期（2020年2月17日 - 7月6日)
  - 第5期（2020年8月3日 - 8月24日）
  - 第6期（2020年10月5日 - 10月26日）
  - 第7期（2020年11月2日 - 11月23日）
  - 第8期（2020年12月4日 - 12月28日）※番組名はコラボ企画による「はるナイトフェス！伊藤・岩田のハロプロトークSP」

### テレビ番組
- アニメロサマーライブ2021 powered by Anison Days（2022年1月1日、BS11　※副音声出演[32]）

### テレビドラマ
- 11人もいる! 第3話（2011年11月4日、テレビ朝日）
- 世界のコワ〜イ女たち（再現ドラマ）
- スイッチガール!!2 第1話（2012年12月7日、フジテレビTWO / 2013年4月2日、フジテレビ）
- 家族ゲーム（2013年、フジテレビ） - 愛甲広香 役
- 超実話○○ミステリー!（再現ドラマ）（2016年7月6日、テレビ朝日） - 中川 役

### 映画
- キャッチボール×3（2010年11月10日 - 12日 / 17日 - 19日、シネマート六本木公開） - 上田幸子 役
- バトルαソクラテス パーティ&party!（2014年6月15日 - 16日、シネマート六本木公開） - 大原美雪 役
- 劇場版 零〜ゼロ〜（2014年9月26日、KADOKAWA）
- サンタクロースズ（2015年12月4日 - 10日、渋谷ユーロライブ公開） - 大森由紀子 役[55]
- レプリカント・イブ（2015年12月4日 - 9日、渋谷ユーロライブ公開） - イブ／佐伯小夜 役[56]
- さざ波ラプソディー（2017年1月20日 - 26日、渋谷ユーロライブ） - 東進衛静 役[57]
- くらわんか！〜天の川に夢を乗せて〜（2017年7月1日 - 7日、渋谷ユーロライブ） - 佐伯小夜 役[58]
- ネムルバカ（2025年3月20日、ポニーキャニオン） - 「偏愛ストラクチュア」のボーカル 役（声の出演）[59]

### Web番組
- 岩田陽葵・小泉萌香 気の向くままに思うがままにっ!（2019年 - 、ニコニコ生放送）
- アサルトリリィ放送局（木）〜夏吉&岩田のラムネで乾杯〜（2020年 - 2022年、YouTube）
- スタリライブ配信中！（2020年 - 2024年、YouTube）

### ASMR
- 『アサルトリリィ Last Bullet』ASMR 梅様と一緒～梅にいっぱい甘えていいゾ～（2023年、吉村・Thi・梅）

### パチンコ・パチスロ
- L D4DJ Pachi-Slot Mix （2024年、花巻乙和[60]）
- L少女☆歌劇 レヴュースタァライト -The SLOT-（2025年、露崎まひる[61]）
- P少女☆歌劇 レヴュースタァライト ラッキートリガー4500（2025年、露崎まひる[62]）

### 舞台
- 大人の麦茶 第十八杯目公演「1974（イクナヨ）」（2011年12月14日 - 18日、紀伊國屋ホール） - 江川千鶴 役[63][64]
- アリスインプロジェクト「魔銃ドナー[65]」（2015年6月24日 - 7月5日、池袋・シアターKASSAI） - 星組 ラムエル 役
- アリスインプロジェクト「ハイスクールミレニアム2015[66]」（2015年12月16日 - 20日、品川・六行会ホール） - 真剣勢見香織 役[67]
- TOKYOハンバーグ Produce Vol.19「愛、あるいは哀、それは相。[68]」（2016年3月30日 - 4月10日、下北沢「劇」小劇場） - 海咲夏帆 役
- ホットポットクッキング 旗揚げ公演「失神タイムスリドル[69]」（2016年4月29日 - 5月2日、新宿村LIVE） - アクセルジャスミン/風美（かぜみ） 2役
- アリスインプロジェクト「アリスインデッドリースクールPARADOX[70]」（2016年8月11日 - 21日、池袋・シアターKASSAI） - 橙沼霧子 役
- アリスインプロジェクト「真説・まなつの銀河に雪のふるほし[71]」（2017年1月11日 - 15日、品川・六行会ホール） - 習志野文 役
- アリスインプロジェクト「イマジカル・マテリアル[72]」（2017年3月15日 - 20日、新宿村LIVE） - 築地ハナビ 役
- 少女☆歌劇 レヴュースタァライト - 露崎まひる 役[34]
  - -The LIVE- #1（2017年9月22日 - 24日、AiiA 2.5 Theater Tokyo）
  - -The LIVE- #1 revival（2018年1月6日 - 8日、AiiA 2.5 Theater Tokyo）
  - -The LIVE- #2 Transition（2018年10月13日 - 21日、天王洲 銀河劇場）
  - -The LIVE- #2 revival（2019年7月12日 - 15日、舞浜アンフィシアター）
  - -The LIVE ONLINE-（2020年7月12日、オンライン配信）
  - -The LIVE 青嵐- BLUE GLITTER（2020年12月20日・25日・26日、天王洲 銀河劇場） - 日替わりゲスト[73]
  - -The LIVE- #3 Growth（2021年7月27日 - 8月1日、品川プリンスホテル ステラボール）
  - -Re LIVE- Reading Theatre 第二弾「追奏～Session of Reminiscence～」（2022年12月3日、飛行船シアター）
  - -The LIVE- #4 Climax（2023年2月25日 - 28日、東京建物 Brillia HALL）
  - -Re LIVE- Reading Theatre 第四弾「遙かなるエルドラド」（2023年12月16日 - 17日、飛行船シアター）
  - -The MUSICAL- 別れの戦記（2024年11月9日 - 15日、品川プリンスホテル ステラボール）
  - 舞台朗読劇「遙かなるエルドラド・序章」（2024年12月21日、東京建物 Brillia HALL）
- アサルトリリィ - 吉村・Thi・梅 役
  - 舞台「アサルトリリィ League of Gardens」（2020年1月9日 - 15日、新宿FACE[74]）
  - 舞台「アサルトリリィ The Fateful Gift」（2020年9月3日 - 13日、池袋・東京建物 Brillia HALL[75]）
  - 舞台「アサルトリリィ Lost Memories」（2022年1月20日 - 30日、サンシャイン劇場[76]）
  - 舞台「アサルトリリィ」-眞說・御台場迎撃戦-（2025年9月20日 - 25日、シアター1010[77]）
- 擾乱 THE PRINCESS OF SNOW AND BLOOD ～陽いづる雪月花編～（2021年10月28日 - 11月7日、明治座） - 参拾弐 役 ※Wキャスト[78]
- 少女文學演劇（2）「王妃の帰還」（2022年3月20日 - 27日、銀座 博品館劇場） - 主演・前原範子 役[79]
- ミュージカル『ピオフィオーレの晩鐘[80]』（2022年5月5日 - 15日、サンシャイン劇場） - ラン 役
- 音楽劇「Zip＆Candy」（2022年6月9日 - 14日、かめありリリオホール） - 主演・ジップ 役 ※Wキャスト[81]
- 舞台 Lyrical Lily「千リ！の道も一歩から」（2022年6月28日 - 7月3日、飛行船シアター） - 花巻乙和 役[82]
- 朗読劇『恋と嘘』（2022年11月9日 - 13日、TIAT Sky Hall） - 高崎美咲 役 ※トリプルキャスト[83]
- 舞台『Collar×Malice -白石景之編-』（2022年12月22日 - 28日、こくみん共済coopホール/スペース・ゼロ） - 星野市香 役[84]
- 舞台「LIAR GAME murder mystery」（2023年3月12日、飛行船シアター） - 庭師 役[85]
- 舞台『DOLL』（2023年6月1日 - 5日、渋谷区文化総合センター大和田さくらホール / 2023年6月16日 - 18日、京都劇場） - サラ 役[86]
- 『チェンソーマン』ザ・ステージ（2023年9月16日 - 10月1日、天王洲 銀河劇場 / 10月6日 - 9日、京都劇場）- 東山コベニ 役[87]
- 桜花浪漫堂 朗読劇『人間失格・紅』（2023年12月8日 - 11日、飛行船シアター） - ヨシ子 役 ※Wキャスト[88]
- 舞台『パリピ孔明』（2024年5月3日 - 6日、天王洲 銀河劇場 / 5月10日・11日、サンケイホールブリーゼ） - 月見英子 役[89]
- 朗読劇「Staging!!」Vol.1『四月十一日を千二百回繰り返したと主張する男』（2024年6月14日、Mixalive TOKYO Theater Mixa） - 千葉菜々 役[90]
- DisGOONie Presents Vol.14 reading mindfulness『chill moratorium』チルモラトリアム（2024年9月21日、シアターH）[91]
- 舞台『花郎〜ファラン〜』（2025年1月8日 - 13日、THEATER MILANO-Za / 1月17日 - 19日、梅田芸術劇場 シアター・ドラマシティ） - アロ 役[92]
- ミュージカル『インサイド・ウィリアム』（2025年3月13日 - 23日、三越劇場） - ジュリエット 役[93]
- DisGOONie Presents Vol.15 舞台『恋ひ付喪神ひら』（2025年6月6日 - 15日、シアターH）- 九十九髪茄子 役[94]
- 朗読劇『成瀬は天下を取りにいく』（2025年9月13日〈予定〉、草月ホール） - 成瀬あかり 役[95]

### オリジナルビデオ
- 天獄の島（2011年、オールインエンタテインメント） - イチ 役

### CM
- タカラレーベン
- リセッシュ ヒーリングアロマ
- 富士急ハイランド
- 読売ジャイアンツ

### MV
- リリィ、さよなら。「フラッシュバック」（2015年10月21日、2021年8月25日）
- 家入レオ「Hello To The World」（2016年2月17日）

### その他コンテンツ
- 河合塾wingsイメージモデル
- カラオケDAM バーチャルカラオケ「いい男！いい女！」
- ファッションブランド「LEGENDA」着用モデル（2023年）[96]

## ディスコグラフィ

### キャラクターソング
| 発売日   | 商品名 | 歌 | 楽曲 | 備考                                                                                     |
| 2017年   | 2017年 | 2017年 | 2017年 | 2017年                                                                                   |
| -------- | --- | --- | --- | ---------------------------------------------------------------------------------------- |
| 9月20日  | プロローグ -Star Divine-                                                                                              | スタァライト九九組 | 「Star Divine」 「舞台少女心得」 「願いは光になって」 | 舞台『少女☆歌劇 レヴュースタァライト -The LIVE- #1』劇中歌                               |
| 9月22日  | プリンシパル -Fancy You-                                                                                              | 星見純那（佐藤日向）、露崎まひる（岩田陽葵）、大場なな（小泉萌香） | 「情熱の目覚めるとき」 | 舞台『少女☆歌劇 レヴュースタァライト -The LIVE- #1』劇中歌                               |
| 2018年   | | | |                                                                                          |
| 3月7日   | スタァライトシアター                                                                                                  | スタァライト九九組 | 「スタァライトシアター」 | 舞台『少女☆歌劇 レヴュースタァライト -The LIVE- #1 revival』劇中歌                       |
| 3月7日   | スタァライトシアター                                                                                                  | スタァライト九九組 | 「Circle of the Revue」 「キラめきのありか」 | 舞台『少女☆歌劇 レヴュースタァライト』関連曲                                             |
| 7月18日  | 星のダイアローグ | スタァライト九九組 | 「星のダイアローグ」 | テレビアニメ『少女☆歌劇 レヴュースタァライト』オープニングテーマ                         |
| 7月18日  | 星のダイアローグ | スタァライト九九組 | 「ディスカバリー！」 | ゲーム『少女☆歌劇 レヴュースタァライト -Re LIVE-』主題歌                                 |
| 8月1日   | Fly Me to the Star | スタァライト九九組 | 「Fly Me to the Star」 | テレビアニメ『少女☆歌劇 レヴュースタァライト』エンディングテーマ                         |
| 8月1日   | Fly Me to the Star | スタァライト九九組 | 「よろしく九九組」 「ロマンティッククルージン」 | テレビアニメ『少女☆歌劇 レヴュースタァライト』関連曲                                     |
| 8月22日  | 少女☆歌劇 レヴュースタァライト 劇中歌アルバムVol.1 ラ レヴュー ド マチネ                                              | 露崎まひる（岩田陽葵）、愛城華恋（小山百代） | 「恋の魔球」 | テレビアニメ『少女☆歌劇 レヴュースタァライト』挿入歌                                     |
| 8月22日  | 少女☆歌劇 レヴュースタァライト 劇中歌アルバムVol.1 ラ レヴュー ド マチネ                                              | 露崎まひる（岩田陽葵） | 「Fly Me to the Star #5」 | テレビアニメ『少女☆歌劇 レヴュースタァライト』エンディングテーマ                         |
| 10月10日 | 99 ILLUSION! | スタァライト九九組 | 「99 ILLUSION!」 「Green Dazzling Light」 | 舞台『少女☆歌劇 レヴュースタァライト -The LIVE- #2 Transition』テーマソング              |
| 10月17日 | 少女☆歌劇 レヴュースタァライト 劇中歌アルバムVol.2 ラ レヴュー ド ソワレ                                              | 愛城華恋（小山百代）、星見純那（佐藤日向）、露崎まひる（岩田陽葵）、石動双葉（生田輝）、花柳香子（伊藤彩沙）、大場なな（小泉萌香）、西條クロディーヌ（相羽あいな）、天堂真矢（富田麻帆）                     | 「舞台少女心得 幕間」 | テレビアニメ『少女☆歌劇 レヴュースタァライト』挿入歌                                     |
| 10月17日 | 少女☆歌劇 レヴュースタァライト 劇中歌アルバムVol.2 ラ レヴュー ド ソワレ                                              | 天堂真矢（富田麻帆）、星見純那（佐藤日向）、露崎まひる（岩田陽葵）、大場なな（小泉萌香）、西條クロディーヌ（相羽あいな）、石動双葉（生田輝）、花柳香子（伊藤彩沙）                                           | 「Fly Me to the Star #11」 | テレビアニメ『少女☆歌劇 レヴュースタァライト』エンディングテーマ                         |
| 10月24日 | 少女☆歌劇 レヴュースタァライト BD第1巻特典CD                                                                          | スタァライト九九組 | 「My friend 〜Arrie〜」 | テレビアニメ『少女☆歌劇 レヴュースタァライト』関連曲                                     |
| 12月26日 | 少女☆歌劇 レヴュースタァライト BD第2巻特典CD                                                                          | スタァライト九九組 | 「You are a ghost, I am a ghost 〜劇場のゴースト〜」 | テレビアニメ『少女☆歌劇 レヴュースタァライト』関連曲                                     |
| 2019年   | | | |                                                                                          |
| 1月9日   | 約束タワー | スタァライト九九組 | 「約束タワー」 「舞台プレパレイション」 | テレビアニメ『少女☆歌劇 レヴュースタァライト』関連曲                                     |
| 2月27日  | 少女☆歌劇 レヴュースタァライト BD第3巻特典CD                                                                          | スタァライト九九組 | 「恋は太陽 〜CIRCUS!〜」 | テレビアニメ『少女☆歌劇 レヴュースタァライト』関連曲                                     |
| 4月17日  | 百色リメイン | スタァライト九九組 | 「百色リメイン」 「Bright!Light!」 | 舞台『少女☆歌劇 レヴュースタァライト -The LIVE- #2 Transition』関連曲                    |
| 4月17日  | 百色リメイン 華恋&ひかり&まひるver.                                                                                   | 愛城華恋（小山百代）、神楽ひかり（三森すずこ）、露崎まひる（岩田陽葵） | 「百色リメイン」 | 舞台『少女☆歌劇 レヴュースタァライト -The LIVE- #2 Transition』関連曲                    |
| 8月7日   | Star Diamond | スタァライト九九組 | 「Star Diamond」 | テレビアニメ『少女☆歌劇 レヴュースタァライト』関連曲                                     |
| 8月7日   | Star Diamond | スタァライト九九組 | 「舞台少女体操」 | Webアニメ『少女☆寸劇 オールスタァライト』主題歌                                          |
| 10月16日 | 少女☆歌劇 レヴュースタァライト レヴューアルバム ラ・レヴュー・エターナル                                              | 露崎まひる（岩田陽葵）、音無いちえ（和氣あず未）、大月あるる（潘めぐみ）、叶美空（竹達彩奈） | 「1等星のプロキオン」 | ゲーム『少女☆歌劇 レヴュースタァライト -Re LIVE-』関連曲                                 |
| 2020年   | | | |                                                                                          |
| 1月29日  | Dig Delight! Bver. | Photon Maiden | 「Photon Melodies」 | 『D4DJ』関連曲                                                                           |
| 2月19日  | Star Parade | スタァライト九九組 | 「Star Parade」 | テレビアニメ『少女☆歌劇 レヴュースタァライト』関連曲                                     |
| 2月19日  | Star Parade | 星見純那（佐藤日向）、露崎まひる（岩田陽葵）、大場なな（小泉萌香）、石動双葉（生田輝）、花柳香子（伊藤彩沙）                                                                                                 | 「Lessonナweek!!」 | テレビアニメ『少女☆歌劇 レヴュースタァライト』関連曲                                     |
| 4月22日  | Direct Drive! | Photon Maiden | 「Here's the light」 | 『D4DJ』関連曲                                                                           |
| 6月24日  | Cosmic CoaSTAR | Photon Maiden | 「"What" are you?」 | 『D4DJ』関連曲                                                                           |
| 7月3日   | Reバース GO! | 鶏とナスの三ツ星シチュー | 「Reバース GO!」 | テレビアニメ『りばあす』エンディングテーマ                                               |
| 7月3日   | Reバース GO! トReニティ                                                                                               | 桜木雪（岩田陽葵） | 「Reバース GO!」 | テレビアニメ『りばあす』関連曲                                                           |
| 9月9日   | 再生讃美曲 | スタァライト九九組 | 「再生讃美曲」 | 劇場アニメ『少女☆歌劇 レヴュースタァライト ロンド・ロンド・ロンド』主題歌                |
| 9月9日   | 再生讃美曲 | 露崎まひる（岩田陽葵）、愛城華恋（小山百代） | 「恋の魔球（7回裏）」 | 劇場アニメ『少女☆歌劇 レヴュースタァライト ロンド・ロンド・ロンド』挿入歌                |
| 10月21日 | Discover Universe | Photon Maiden | 「Discover Universe」 「A lot of life」 | 『D4DJ』関連曲                                                                           |
| 12月9日  | BLUE ANTHEM | スタァライト九九組 | 「Re:PLAY」 | 舞台『少女☆歌劇 レヴュースタァライト -The LIVE 青嵐- BLUE GLITTER』関連曲                |
| 2021年   | | | |                                                                                          |
| 1月20日  | D4DJ Groovy Mix カバートラックス vol.1                                                                                | Photon Maiden | 「sakura」 「シドニア」 | ゲーム『D4DJ Groovy Mix』関連曲                                                          |
| 1月27日  | アサルトリリィ BOUQUET BD第1巻特典CD                                                                                  | 一柳隊 | 「Edel Lilie」 | テレビアニメ『アサルトリリィ BOUQUET』エンディングテーマ                                 |
| 1月27日  | アサルトリリィ BOUQUET BD第1巻特典CD                                                                                  | 白井夢結（夏吉ゆうこ）、吉村・Thi・梅（岩田陽葵） | 「Rainbow」 | テレビアニメ『アサルトリリィ BOUQUET』関連曲                                             |
| 2月24日  | ぐるぐるDJ TURN!! | D4DJ ALL STARS | 「LOVE!HUG!GROOVY!!」 | ゲーム『D4DJ Groovy Mix』主題歌                                                          |
| 2月24日  | 「ぐるぐるDJ TURN!!」&「WOW WAR TONIGHT〜時には起こせよムーヴメント〜」同時購入特典CD Photon Maiden Ver.              | Photon Maiden | 「暁」 | テレビアニメ『D4DJ First Mix』挿入歌                                                     |
| 2月24日  | 少女☆歌劇 レヴュースタァライト ロンド・ロンド・ロンド BD特典CD                                                        | スタァライト九九組 | 「素敵なドレス着させてよ」 | 『少女☆歌劇 レヴュースタァライト』関連曲                                                 |
| 3月24日  | 少女☆歌劇 レヴュースタァライト ベストアルバム                                                                         | スタァライト九九組 | 「Polestar」 | 『少女☆歌劇 レヴュースタァライト』関連曲                                                 |
| 3月24日  | 少女☆歌劇 レヴュースタァライト ベストアルバム 限定盤特典CD                                                            | 愛城華恋（小山百代）、露崎まひる（岩田陽葵） | 「花咲か唄」 | 『少女☆歌劇 レヴュースタァライト』関連曲                                                 |
| 3月24日  | 少女☆歌劇 レヴュースタァライト ベストアルバム 限定盤特典CD                                                            | 愛城華恋（小山百代）、神楽ひかり（三森すずこ）、星見純那（佐藤日向）、露崎まひる（岩田陽葵） | 「GANG☆STARS」 | 『少女☆歌劇 レヴュースタァライト』関連曲                                                 |
| 3月24日  | 少女☆歌劇 レヴュースタァライト ベストアルバム 限定盤特典CD                                                            | 露崎まひる（岩田陽葵）、西條クロディーヌ（相羽あいな） | 「鬼紅忍絵巻 -おにくれないにんえまき-」 | 『少女☆歌劇 レヴュースタァライト』関連曲                                                 |
| 3月24日  | 少女☆歌劇 レヴュースタァライト ベストアルバム 限定盤特典CD                                                            | 露崎まひる（岩田陽葵）、石動双葉（生田輝）、花柳香子（伊藤彩沙） | 「You are a ghost, I am a ghost 〜劇場のゴースト〜」 | 『少女☆歌劇 レヴュースタァライト』関連曲                                                 |
| 3月24日  | 少女☆歌劇 レヴュースタァライト ベストアルバム 店舗別オリジナル特典CD 華恋・まひる 歌い分けver.                        | 愛城華恋（小山百代）、露崎まひる（岩田陽葵） | 「Polestar」 | 『少女☆歌劇 レヴュースタァライト』関連曲                                                 |
| 3月24日  | アサルトリリィ BOUQUET BD第3巻特典CD                                                                                  | 一柳隊 | 「GROWING*」 | テレビアニメ『アサルトリリィ BOUQUET』エンディングテーマ                                 |
| 4月28日  | アサルトリリィ BOUQUET BD第4巻特典CD                                                                                  | 一柳隊 | 「君の手を離さない ～BOUQUET Ver.～」 | テレビアニメ『アサルトリリィ BOUQUET』挿入歌                                             |
| 5月19日  | Be with the world | Photon Maiden | 「Be with the world」 「Wonder Wonder Trip」 | 『D4DJ』関連曲                                                                           |
| 5月26日  | 舞台「アサルトリリィ League of Gardens / アサルトリリィ The Fateful Gift」 BD特典CD                                   | 一柳隊 | 「繋がり」 | 舞台『アサルトリリィ League of Gardens』オープニングテーマ                               |
| 5月26日  | 舞台「アサルトリリィ League of Gardens / アサルトリリィ The Fateful Gift」 BD特典CD                                   | 一柳隊 | 「大切を数えよう」 | 舞台『アサルトリリィ League of Gardens』エンディングテーマ                               |
| 5月26日  | 舞台「アサルトリリィ League of Gardens / アサルトリリィ The Fateful Gift」 BD特典CD                                   | 一柳隊、ルド女選抜、御台場選抜、相模女子選抜、ヘルヴォル、御前（佃井皆美） | 「君の手を離さない」 | 舞台『アサルトリリィ The Fateful Gift』オープニングテーマ                                |
| 6月30日  | 私たちはもう舞台の上                                                                                                  | スタァライト九九組 | 「私たちはもう舞台の上」 | 劇場アニメ『劇場版 少女☆歌劇 レヴュースタァライト』主題歌                                |
| 7月14日  | サイカイ合図 | スタァライト九九組 | 「サイカイ合図」 | 舞台『少女☆歌劇 レヴュースタァライト -The LIVE-#3 Growth』主題歌                         |
| 7月14日  | サイカイ合図 | スタァライト九九組 | 「青春トラベラー」 | 舞台『少女☆歌劇 レヴュースタァライト -The LIVE-#3 Growth』関連曲                         |
| 7月21日  | 劇場版 少女☆歌劇 レヴュースタァライト 劇中歌アルバムVol.1                                                             | 神楽ひかり（三森すずこ）、露崎まひる（岩田陽葵） | 「MEDAL SUZDAL PANIC◎〇●」 | 劇場アニメ『劇場版 少女☆歌劇 レヴュースタァライト』挿入歌                                |
| 7月21日  | D4DJ Groovy Mix カバートラックス vol.2                                                                                | Photon Maiden | 「READY STEADY GO」 「HOT LIMIT」 | ゲーム『D4DJ Groovy Mix』関連曲                                                          |
| 8月28日  | なんてカラフルな世界！[D4DJ Remix]                                                                                    | D4DJ ALL STARS | 「なんてカラフルな世界！[D4DJ Remix]」 | ゲーム『D4DJ Groovy Mix』関連曲                                                          |
| 9月8日   | Edel Lilie（Last Bullet MIX） 一柳隊Ver.                                                                              | 一柳隊 | 「OVERFLOW」 | ゲーム『アサルトリリィ Last Bullet』関連曲                                               |
| 10月13日 | 4 Challenges | Photon Maiden | 「4 Challenges」 「光」 | 『D4DJ』関連曲                                                                           |
| 11月24日 | D4DJ 6ユニット3rd Single連動購入特典CD                                                                                | D4DJ ALL STARS | 「ぷっちみくパーチナィ！」 | 『D4DJ』関連曲                                                                           |
| 11月24日 | D4DJ 6ユニット3rd Single連動購入特典CD B ver.                                                                         | Photon Maiden | 「ぷっちみくパーチナィ！」 | 『D4DJ』関連曲                                                                           |
| 12月22日 | 劇場版 少女☆歌劇 レヴュースタァライト BD特典CD                                                                        | スタァライト九九組 | 「舞台裏のレヴュー」 | 劇場アニメ『劇場版 少女☆歌劇 レヴュースタァライト』関連曲                                |
| 2022年   | | | |                                                                                          |
| 1月26日  | D4DJ Groovy Mix カバートラックス vol.3                                                                                | Photon Maiden | 「WHITE BREATH」 「銀河鉄道999」 | ゲーム『D4DJ Groovy Mix』関連曲                                                          |
| 2月9日   | Neunt Praeludium（Last Bullet MIX） 一柳隊ver.                                                                        | 一柳隊 | 「蕾の中の奇跡」 | ゲーム『アサルトリリィ Last Bullet』関連曲                                               |
| 2月9日   | Neunt Praeludium（Last Bullet MIX） 一柳隊ver.                                                                        | 一柳隊 | 「想い出が溢れてる」 | 舞台『アサルトリリィ Lost Memories』テーマソング                                         |
| 2月9日   | Neunt Praeludium（Last Bullet MIX）Blu-ray付生産限定盤                                                                | アサルトリリィ Last Bullet | 「蕾の中の奇跡」 | ゲーム『アサルトリリィ Last Bullet』関連曲                                               |
| 4月27日  | D4DJ Groovy Mix カバートラックス vol.4                                                                                | Photon Maiden | 「Synchrogazer」 「アンドロイドガール」 | ゲーム『D4DJ Groovy Mix』関連曲                                                          |
| 7月20日  | D4DJ Groovy Mix カバートラックス vol.5                                                                                | Photon Maiden | 「ブルー・フィールド」 「残酷な天使のテーゼ」 | ゲーム『D4DJ Groovy Mix』関連曲                                                          |
| 7月20日  | D4DJ Groovy Mix カバートラックス vol.5                                                                                | 大鳴門むに（三村遙佳）、花巻乙和（岩田陽葵）、福島ノア（佐藤日向）、矢野緋彩（もものはるな）、春日春奈（進藤あまね）                                                                                         | 「五等分の気持ち」 | ゲーム『D4DJ Groovy Mix』関連曲                                                          |
| 8月3日   | Cherish | 一柳隊 | 「Neunt Praeludium」 「Edel Lilie」 | 『アサルトリリィ』関連曲                                                                 |
| 8月3日   | Cherish | 吉村・Thi・梅（岩田陽葵） | 「Veins of FLOWER」 | 『アサルトリリィ』関連曲                                                                 |
| 8月10日  | 4 phenomena A ver. | Photon Maiden | 「We never stop」 「暁 (fruits Mix V2)」 「G.A.M.E.」 「OVERCOME」 「Into the storm」 「4 Challenges (AMADEUS REMIX)」 | 『D4DJ』関連曲                                                                           |
| 8月10日  | 4 phenomena B ver. | Photon Maiden | 「Be with the world (Getty REMIX)」 | 『D4DJ』関連曲                                                                           |
| 9月21日  | レヴューアルバム アルカナ・アルカディア                                                                               | 音無いちえ（和氣あず未）、夢大路文（倉知玲鳳）、露崎まひる（岩田陽葵）、大場なな（小泉萌香） | 「罪がないのならばそれが罪だ」 | ゲーム『少女☆歌劇 レヴュースタァライト -Re LIVE-』関連曲                                 |
| 10月26日 | D4DJ Groovy Mix カバートラックス vol.6                                                                                | Photon Maiden | 「恋する図形 (cubic futurismo)」 「ブルーバード」 | ゲーム『D4DJ Groovy Mix』関連曲                                                          |
| 12月21日 | Showdown | 出雲咲姫（紡木吏佐）、花巻乙和（岩田陽葵）、福島ノア（佐藤日向） | 「24」 | 『D4DJ』関連曲                                                                           |
| 12月21日 | Showdown | Photon Maiden | 「Linked Ring」 「We never stop（DJ Shimamura Remix）」 「A lot of life（EG Remix）」 「G.A.M.E.（Rasmus Faber Remix）」 | 『D4DJ』関連曲                                                                           |
| 2023年   | | | |                                                                                          |
| 1月25日  | D4DJ Groovy Mix カバートラックス vol.7                                                                                | Photon Maiden | 「GETCHA!」 「INVOKE-インヴォーク-」 | ゲーム『D4DJ Groovy Mix』関連曲                                                          |
| 2月22日  | 綺羅星ディスタンス | スタァライト九九組 | 「綺羅星ディスタンス」 | 舞台『少女☆歌劇 レヴュースタァライト -The LIVE-#4 Climax』主題歌                         |
| 2月22日  | 綺羅星ディスタンス | スタァライト九九組 | 「キャラメリーゼフィナーレ」 | 舞台『少女☆歌劇 レヴュースタァライト -The LIVE-#4 Climax』関連曲                         |
| 3月15日  | Around and Around | Photon Maiden | 「4 many colors」 | テレビアニメ『D4DJ All Mix』挿入歌                                                       |
| 7月12日  | D4DJ Groovy Mix カバートラックス vol.8                                                                                | Photon Maiden | 「99 ILLUSION!」 「This game」 | ゲーム『D4DJ Groovy Mix』関連曲                                                          |
| 8月16日  | Photon Tale | Photon Maiden | 「Photon Tale」 「Collector」 | 『D4DJ』関連曲                                                                           |
| 11月8日  | トウメイダイアリー/Wish Drop                                                                                          | 一柳隊 | 「トウメイダイアリー」 | ゲーム『アサルトリリィ Last Bullet』2周年テーマ曲                                        |
| 12月20日 | D4DJ EXCLUSIVE TRACKS                                                                                                 | Photon Maiden | 「暁（ver. 2023）」 | テレビアニメ『D4DJ First Mix』関連曲                                                     |
| 12月20日 | D4DJ EXCLUSIVE TRACKS                                                                                                 | Photon Maiden×Lyrical Lily | 「妙なる星と」 | テレビアニメ『D4DJ All Mix』挿入歌                                                       |
| 12月20日 | D4DJ EXCLUSIVE TRACKS                                                                                                 | D4DJ ALL STARS | 「LOVE!HUG!GROOVY!! +nova」 | ゲーム『D4DJ Groovy Mix』関連曲                                                          |
| 12月20日 | D4DJ EXCLUSIVE TRACKS                                                                                                 | Photon Maiden | 「Photon Tale（DJ WILDPARTY Remix）」 | ゲーム『D4DJ Groovy Mix』関連曲                                                          |
| 2024年   | | | |                                                                                          |
| 1月3日   | Side Project! 01 | 一ノ瀬さゆり（岩田陽葵） | 「ばらの花」 | テレビアニメ『Turkey!』関連曲                                                            |
| 1月3日   | Side Project! 01 | Turkey! - 長野県一刻館高校ボウリング部 | 「神々LOOKS YOU」 | テレビアニメ『Turkey!』関連曲                                                            |
| 2月7日   | 運命のトリニティ | 一柳隊 with 早川弥宏（大西亜玖璃）・富永真（小泉萌香） | 「Adabana」 | ゲーム『アサルトリリィ Last Bullet』関連曲                                               |
| 2月7日   | 運命のトリニティ | 一柳隊 | 「Adabana（一柳隊ver.） 」 | ゲーム『アサルトリリィ Last Bullet』関連曲                                               |
| 3月27日  | FriendShip | Photon Maiden | 「FriendShip」 「チョコレイト・プロジェクト」 | ゲーム『D4DJ Groovy Mix』関連曲                                                          |
| 4月24日  | D4DJ Groovy Mix カバートラックス vol.9                                                                                | Photon Maiden | 「irony」 「GETCHA!（Cover ver. 2023）」 | ゲーム『D4DJ Groovy Mix』関連曲                                                          |
| 5月22日  | D4DJ XROSS∞BEAT | Peaky P-key×Photon Maiden | 「Eight Tones」 | ゲーム『D4DJ Groovy Mix』関連曲                                                          |
| 5月22日  | D4DJ XROSS∞BEAT | Photon Maiden×燐舞曲 | 「灰燼のアシェンプテル」 | ゲーム『D4DJ Groovy Mix』関連曲                                                          |
| 6月26日  | Star Darling | スタァライト九九組 | 「Star Darling」 | ゲーム『少女☆歌劇 レヴュースタァライト 舞台奏像劇 遙かなるエルドラド』オープニング主題歌 |
| 6月26日  | Star Darling | スタァライト九九組 | 「舞台に恋して」 | ゲーム『少女☆歌劇 レヴュースタァライト 舞台奏像劇 遙かなるエルドラド』関連曲             |
| 7月5日   | Side Project! 02 | 一ノ瀬さゆり（岩田陽葵） | 「一番星」 | テレビアニメ『Turkey!』関連曲                                                            |
| 7月5日   | Side Project! 02 | Turkey! - 長野県一刻館高校ボウリング部 | 「サマータイムシンデレラ」 | テレビアニメ『Turkey!』関連曲                                                            |
| 9月18日  | 「少女☆歌劇 レヴュースタァライト 舞台奏像劇 遙かなるエルドラド」劇中歌アルバム                                        | スタァライト九九組 | 「窓辺のハイライト」 | ゲーム『少女☆歌劇 レヴュースタァライト 舞台奏像劇 遙かなるエルドラド』劇中歌             |
| 9月18日  | 「少女☆歌劇 レヴュースタァライト 舞台奏像劇 遙かなるエルドラド」劇中歌アルバム                                        | 露崎まひる（岩田陽葵）、大場なな（小泉萌香） | 「復讐の剣（まひる×ななver.）」 「LIFE IS LIKE A VOYAGE（まひる×ななver.）」 | ゲーム『少女☆歌劇 レヴュースタァライト 舞台奏像劇 遙かなるエルドラド』劇中歌             |
| 9月18日  | 「少女☆歌劇 レヴュースタァライト 舞台奏像劇 遙かなるエルドラド」劇中歌アルバム 店舗別オリジナル特典CD きゃにめ Ver.   | 大場なな（小泉萌香）、露崎まひる（岩田陽葵） | 「復讐の剣（なな×まひるver.）」 「LIFE IS LIKE A VOYAGE（なな×まひるver.）」 | ゲーム『少女☆歌劇 レヴュースタァライト 舞台奏像劇 遙かなるエルドラド』劇中歌             |
| 9月18日  | 「少女☆歌劇 レヴュースタァライト 舞台奏像劇 遙かなるエルドラド」劇中歌アルバム 店舗別オリジナル特典CD アニメイト Ver. | 愛城華恋（小山百代）、露崎まひる（岩田陽葵） | 「復讐の剣（華恋×まひるver.）」 | ゲーム『少女☆歌劇 レヴュースタァライト 舞台奏像劇 遙かなるエルドラド』劇中歌             |
| 9月18日  | 「少女☆歌劇 レヴュースタァライト 舞台奏像劇 遙かなるエルドラド」劇中歌アルバム 店舗別オリジナル特典CD アニメイト Ver. | 露崎まひる（岩田陽葵）、愛城華恋（小山百代） | 「復讐の剣（まひる×華恋ver.）」 | ゲーム『少女☆歌劇 レヴュースタァライト 舞台奏像劇 遙かなるエルドラド』劇中歌             |
| 9月18日  | 「少女☆歌劇 レヴュースタァライト 舞台奏像劇 遙かなるエルドラド」劇中歌アルバム 店舗別オリジナル特典CD ゲーマーズ Ver. | 愛城華恋（小山百代）、露崎まひる（岩田陽葵） | 「LIFE IS LIKE A VOYAGE（華恋×まひるver.）」 | ゲーム『少女☆歌劇 レヴュースタァライト 舞台奏像劇 遙かなるエルドラド』劇中歌             |
| 9月18日  | 「少女☆歌劇 レヴュースタァライト 舞台奏像劇 遙かなるエルドラド」劇中歌アルバム 店舗別オリジナル特典CD ゲーマーズ Ver. | 露崎まひる（岩田陽葵）、愛城華恋（小山百代） | 「LIFE IS LIKE A VOYAGE（まひる×華恋ver.）」 | ゲーム『少女☆歌劇 レヴュースタァライト 舞台奏像劇 遙かなるエルドラド』劇中歌             |
| 9月18日  | 「少女☆歌劇 レヴュースタァライト 舞台奏像劇 遙かなるエルドラド」劇中歌EP                                              | スタァライト九九組 | 「PRIDE」 | ゲーム『少女☆歌劇 レヴュースタァライト 舞台奏像劇 遙かなるエルドラド』劇中歌             |
| 9月18日  | 「少女☆歌劇 レヴュースタァライト 舞台奏像劇 遙かなるエルドラド」劇中歌EP                                              | 愛城華恋（小山百代）、露崎まひる（岩田陽葵）、西條クロディーヌ（相羽あいな）、石動双葉（生田輝） | 「My Cheer Girl!～ウォークオーバーより～」 | ゲーム『少女☆歌劇 レヴュースタァライト 舞台奏像劇 遙かなるエルドラド』関連曲             |
| 11月9日  | 別れの戦記/Baby Blue                                                                                                  | 天堂真矢（富田麻帆）、花柳香子（伊藤彩沙）、愛城華恋（小山百代）、露崎まひる（岩田陽葵）、大場なな（小泉萌香）、石動双葉（生田輝）、柳小春（七木奏音）、西條クロディーヌ（相羽あいな）、星見純那（佐藤日向） | 「別れの戦記」 | 舞台『少女☆歌劇 レヴュースタァライト -The MUSICAL- 別れの戦記』主題歌                    |
| 2025年   | | | |                                                                                          |
| 1月22日  | CONSTELLAT10N | 一柳隊 with 一柳結梨（伊藤美来） | 「CONSTELLAT10N」 | ゲーム『アサルトリリィ Last Bullet』関連曲                                               |
| 1月22日  | CONSTELLAT10N | 安藤鶴紗（紡木吏佐）、吉村・Thi・梅 (岩田陽葵) | 「RASPBERRY」 | ゲーム『アサルトリリィ Last Bullet』関連曲                                               |
| 1月22日  | CONSTELLAT10N | 吉村・Thi・梅 (岩田陽葵) | 「RASPBERRY」 | ゲーム『アサルトリリィ Last Bullet』関連曲                                               |
| 2月5日   | 4 un Voyage | Photon Maiden | 「4 Challenges（ver. 2023）」 「We never stop（ver. 2023）」 「光（ver. 2024）」 「暁（fruits mix） ver. 2024」 「OVERCOME（ver. 2023）」 「Linked Ring（ver. 2023）」 「24（ver. 2024）」 「Into the storm（ver. 2024）」 「Be with the world（ver. 2023）」 「Photon Melodies（ver. 2023）」 「Begin Again」 「Photon Melodies（TAKU INOUE Remix） ver. 2025」 | ゲーム『D4DJ Groovy Mix』関連曲                                                          |
| 2月5日   | 4 un Voyage | 花巻乙和（岩田陽葵） | 「ファンサ」 | ゲーム『D4DJ Groovy Mix』関連曲                                                          |
| 3月5日   | SUPERSTAR | Happy Around!・Peaky P-key・Photon Maiden・Merm4id・燐舞曲・Lyrical Lily・UniChØrd | 「SUPERSTAR」 | ゲーム『D4DJ Groovy Mix』関連曲                                                          |

### その他参加作品
| 発売日        | 商品名                   | 歌       | 楽曲                   | 備考                     |
| ------------- | ------------------------ | -------- | ---------------------- | ------------------------ |
| 2025年3月19日 | 映画「ネムルバカ」音楽集 | 岩田陽葵 | 「偏愛ストラクチュア」 | 映画『ネムルバカ』劇中曲 |